# Кшиштоф Лянцкоронський
Кшиштоф Лянцкоронський (пол. Krzysztof Lanckoroński (Włodzisławski); д/н–1591) — державний, політичний діяч, дипломат, урядник Речі Посполитої.

## Життєпис
Походив з польського магнатського роду Лянцкоронських гербу Задора. Старший син Яна Влодзіславського і Лянцкоронського, сандомирського ловчого, і Анни Курозвецької.
1545 року стає дворянином королівським. 1546 року починає навчання в університеті Альбертіні в Кенігсберзі. 1563 року отримує посаду каштеляна чешовського. 1564 року після смерті батька розділив володіння з братом Геронімом Ярошем. 1567 року стає каштеляном малогозьким.
1573 року обирається делегатом на елекційний сейм, де було обрано королем Генріха Валуа. 1574 року брав участь у підписанні в Кракові листа від імені кальвіністської шляхти Малої Польщі до сеймиків за порадою та допомогою у покаранні винних у руйнуванні кірхи до Кракова. 1575 року під час безкоролів'я брав участь у роботах малопольських сеймиків у НовоКорчині та Опатуві. 1576 року на з'їзді в Єнджеюві був обраний одним з послів у Відень. Намагався переконати імператора Максиміліана II не приймати польську корону. У тому ж році за дорученням короля Стефана Баторія був послом до Великого князівства Литовського, щоб закликати литовців прибути на з'їзд до Варшави. 1576 року отримав у володіння староства балденбурське і хамерштинське в Королівській Пруссії.
1587 року після смерті Стефана Баторія брав участь у конвокаційному сеймі. У 1589 році підписав ратифікацію Битом-Бендзінського договору на пацифікаційному сеймі. 15 червня того ж року отримав від нового короля Сигізмунда III Вази посаду каштеляна радомського. Помер 1591 року.

## Родина
1. Дружина — Анна Тенчинська, донька каштеляна краківського Анджея Тенчинського
Діти:
- Збігнєв (д/н — 1619), підкоморій сандомирський
- Преслав (д/н — 1612), бездітний
- Кшиштоф (д/н — після 1604)
- Христина

2. Дружина — Софія Вздовська
дітей не було